# Stará Libavá
Stará Libavá – wieś, część gminy Norberčany, położona w kraju ołomunieckim, w powiecie Ołomuniec, w Czechach.